# シンクレア・リサーチ
シンクレア・リサーチ（Sinclair Research ）は、サー・クライブ・シンクレアがイギリスのケンブリッジに設立した電気機器企業である。この項目では、その前身となったシンクレア・ラジオニクス（Sinclair Radionics）も説明する。

## 概要
シンクレア・リサーチ（Sinclair Research）の前身となったシンクレア・ラジオニクス（Sinclair Radionics）は1961年に設立された。Hi-Fi機器、電卓、ラジオ、テレビなどの製品を製造販売していた。1966年、世界初のポケットテレビを開発。ただし、販売はしなかった。1972年、スリムなデザインの電卓 Sinclair Executive を発売した。その後、Sinclair Cambridge、Sinclair Scientific、Sinclair Oxford といった電卓を次々と発売した。
1975年頃にシンクレア・ラジオニクスの経営の悪化は明らかになり、1976年に国家企業庁に株式の43%を取得されて、クライブ・シンクレアの経営権は奪われてしまった。そのため、クライブ・シンクレアは、別会社シンクレア・インスツルメンツ（Sinclair Instrument）の経営を開始した。結局、シンクレア・ラジオニクスは1979年から1980年にかけて国家企業庁に後始末をされてしまった。
一方でシンクレア・インスツルメンツは、事業を軌道に乗せ、改称を繰り返すことになった。1977年にサイエンス・オブ・ケンブリッジ（Science of Cambridge）に改称。1980年にシンクレア・コンピューターズ（Sinclair Computers）に改称。1981年にシンクレア・リサーチ（Sinclair Research）と改称した。
1980年に当時としてはイギリスで最も低価格の99.95ポンドの ZX80 でパーソナルコンピュータ市場に参入した。1982年にリリースした ZX Spectrum はイギリスで絶大な人気を誇るようになり、コモドールやアムストラッドと競合した。絶頂期には日本の第五世代コンピュータプロジェクトに触発され、人工知能、ウェハースケール・インテグレーション、形式的検証などの研究を行う "MetaLab" をケンブリッジ近郊に設立した。Sinclair QL が売れず、TV80 が失敗すると、1985年には財政的に苦しくなり、翌年にはコンピュータ製品の権利とブランド名をアムストラッドに売却した。シンクレア・リサーチは現在も企業として存続しており、サー・クライブ・シンクレアの発明のマーケティングを行っている。

## 歴史

### 1961年から1980年

#### Sinclair Radionics

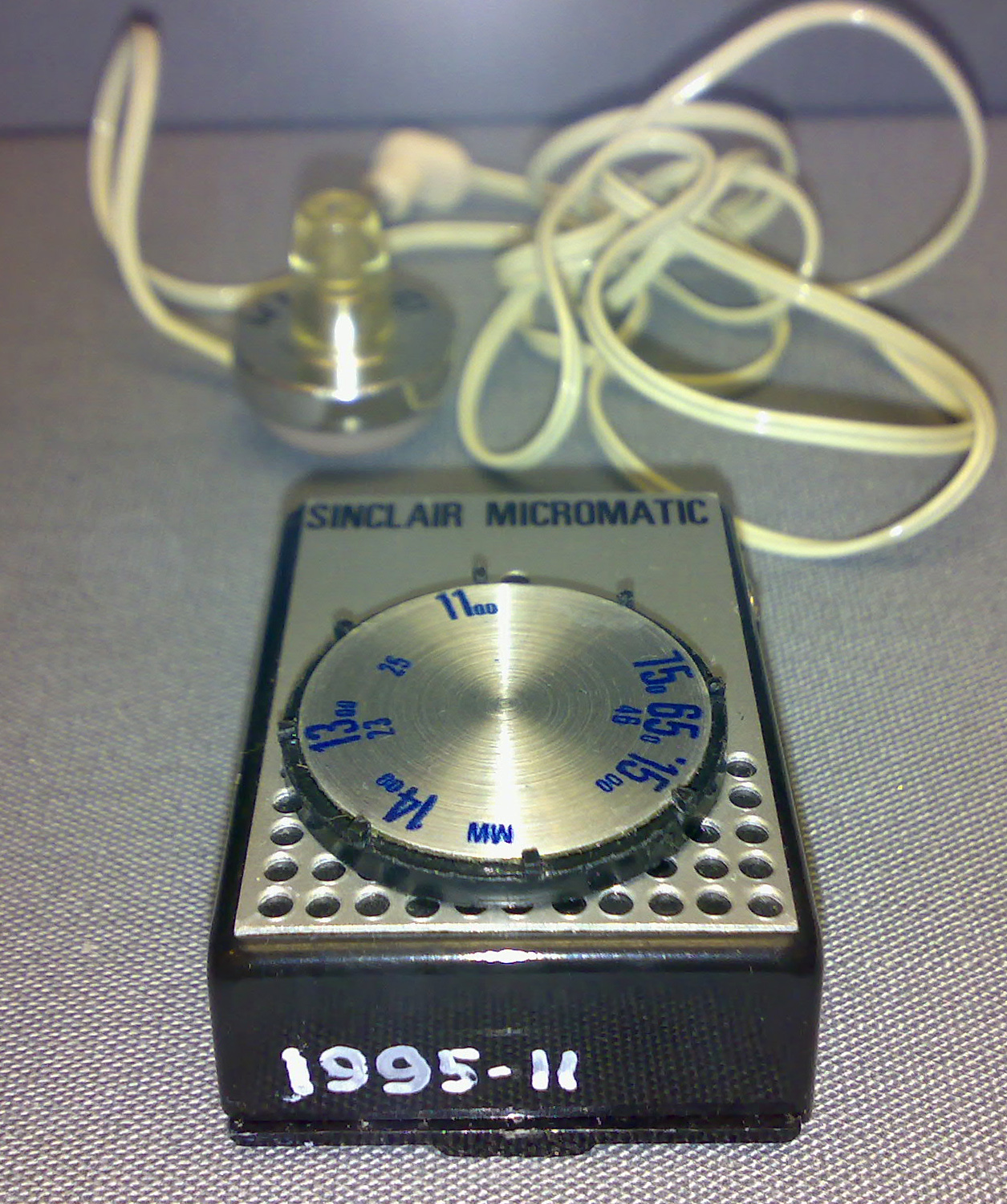
ポケットラジオ Sinclair Micromatic

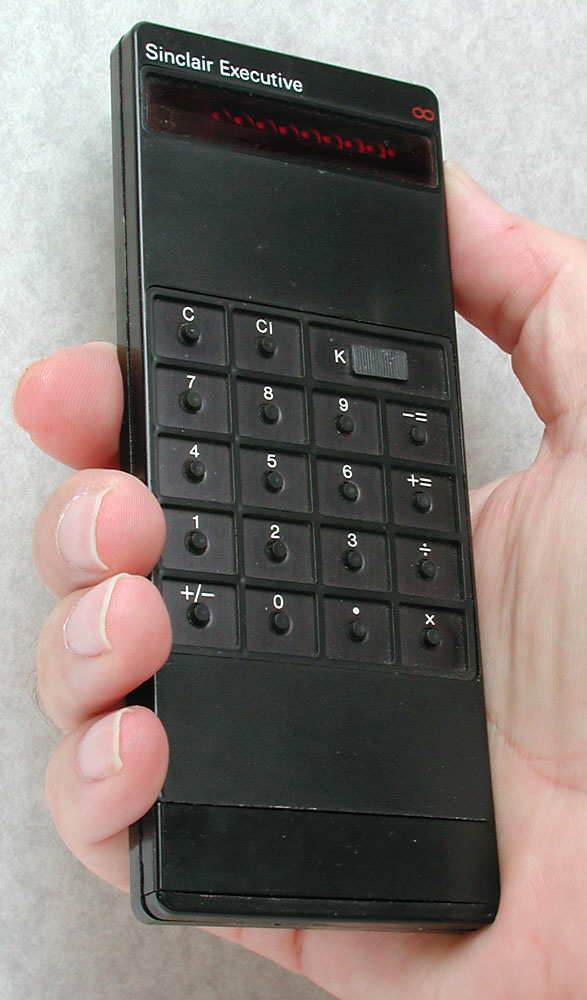
電卓 Sinclair Executive

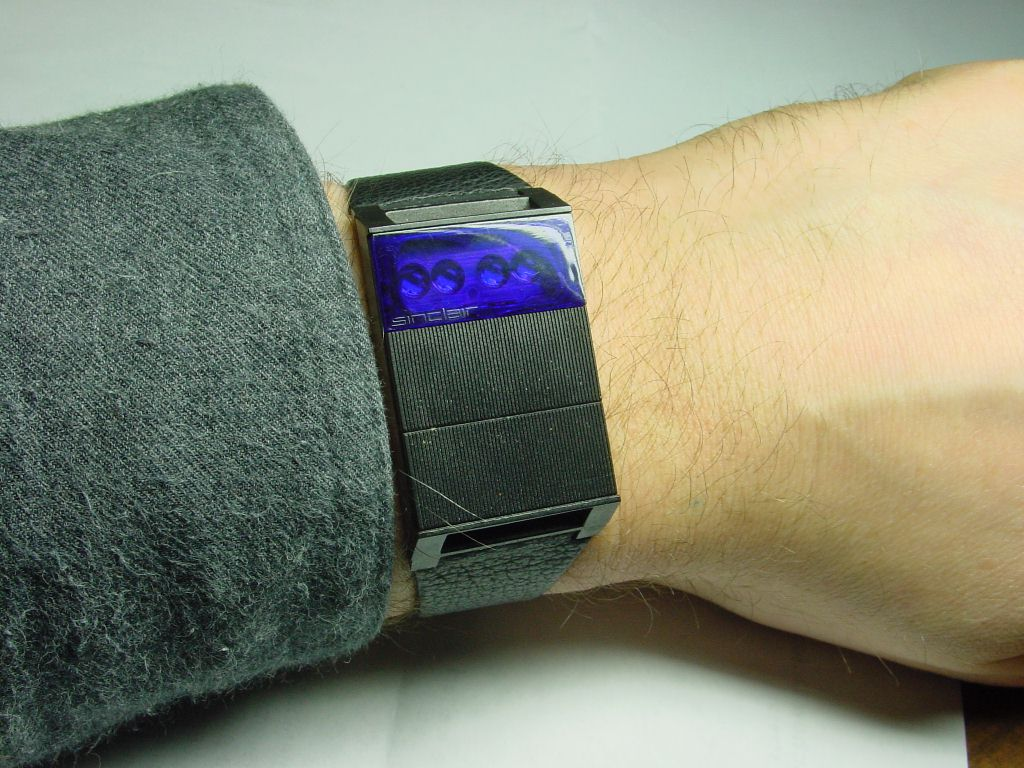
腕時計 Sinclair Black Watch

1961年7月25日、サー・クライブ・シンクレアはイギリスのケンブリッジに Sinclair Radionics を設立した。設立資金は Practical Wireless 誌に記事を書いて稼いだ。Sinclair Radionics はHi-Fiオーディオ製品、ラジオ、電卓などを開発した。1963年、最初のラジオ Sinclair Slimline をキットの形態で発売した。翌年、「世界最小のラジオ」と銘打って Micro-6 という超小型ラジオを発売。これに別売の Transrista を使うと腕時計のように手首に装着できた。1965年、「世界初のポケットサイズのFMラジオ」と銘打って Micro-FM を発売したが、技術的問題があって失敗に終わっている。しかし、極東でその不正コピー品が製造された。1967年には最後のラジオキット Micromatic がやはり「世界最小のラジオ」と銘打って発売された。Micromatic は1971年まで販売された。1971年5月には、Sinclair Radionics は85,000ポンドの利益を上げ、563,000ポンドの回転資金を有していた。翌年には、それぞれ97,000ポンドと761,000ポンドに成長していった。
1966年、同社は Stereo 25 という低価格プリアンプでHi-Fiオーディオ機器市場に参入した。1964年に安く手に入れたトランジスタを使っていたが、1968年には新たなトランジスタが入手困難となって製造が止まった。1969年、代替として Stereo Sixty を発売。これが人気となり、Project 60 としてシリーズ化された。Project 60 製品はよく売れ、1972年には Project 605 が後継として登場した。1974年にはさらに Project 80 を発売。1973年9月、シンクレアは Ablesdeal というシェルフカンパニー（売却目的のためだけに設立された経営実態のない企業）を購入し、Sinclair Radionics と自身の興味がかみ合わなくなったときの保険とした。1973年5月の回転資金は180万ポンドになった。
1966年、Sinclair Radionics は世界初のポータブルテレビ Microvision を開発した。しかし、コストがあまりにも高かったため発売することはなかった。1976年、これを改良した Microvision TV1A/MON1A を99.95ポンドで発売した。しかし予想したほど売れず、12000台の在庫を抱えたため、安くして売りさばいた。このため 480,000ポンドの損失を計上した。サー・クライブ・シンクレアは1978年に発売した TV1B はもっと売れると考えていたが、これも期待外れだった。ポータブルテレビの技術は Binastione に売却した。
1970年代の主要製品は小型電卓である。1972年、世界初の薄型電卓 Sinclair Executive を79.95ポンドで発売。機能は基本的なものだけで、発光ダイオードを表示に使っていたため、電池の寿命が短かった。Executive は驚異的な売れ行きを示し、180万ポンドの売り上げをもたらした。1973年、24.95ポンドと超低価格を実現した Executive Memory を発売。1974年には科学技術計算機能を備えた Sinclair Scientific を49.95ポンドという低価格で発売した。逆ポーランド記法を使用し、5桁の仮数部と2桁の指数部で数値を表示した。1977年、これを改良した Scientific Programmable を29.95ポンドで発売。さらに17.22ポンドにまで低価格化した Scientific Programmable Mark 2 を後に発売した。
1975年、Sinclair Oxford 300 という科学技術計算用電卓を29.95ポンドで発売。さらに、ハイエンド電卓市場向けに金や銀を外装に使った Sinclair Sovereign を発売した。この電卓は技術の高さとデザインが好評で、短期間ながらよく売れた。
1975年8月、Black Watch という5桁のLED表示の腕時計を発売（キットは17.95ポンド、完成品は24.95ポンド）。しかしバッテリーと精度に問題があり、大きな損失を計上した。

#### Sinclair Instrument
Sinclair Radionics の没落が明確になった1975年8月、シンクレアは1973年9月に購入したシェルフカンパニー Ablesdeal を Sinclair Instrument Ltd と改名した。
1976年4月、国家企業庁が Sinclair Radionics の株式の43%を650,000ポンドで買い取った。予想通りシンクレアは経営権を失ったため、1966年から同社に勤務していた Chris Curry と共に Sinclair Instrument の経営を開始した。
Sinclair Instrument は運転資金を得るため Wrist Calculator （腕時計型電卓）を開発し、大成功を収めた。

#### Sinclair Radionics の最後
1978年6月、国家企業庁は Sinclair Radionics の出資比率を73%まで上げた。しかし、経営は改善せず、1979年5月に電卓事業とテレビ事業を売却した。同年7月にシンクレアは Sinclair Radionics を辞任した。
1979年9月に国家企業庁は、Sinclair Radionics の残存事業（測定器事業）を Sinclair Electronics Ltd と改称した。1980年1月に Thandar Electronics Ltd. に改称した。1989年にThandar Electronics Ltd. は、Thurlby Electronics Ltd.と合併し、Thurlby Thandar Instruments Ltd. となった。2021年現在、Aim and Thurlby Thandar Instrumentsとして事業は続いている。

#### Science of Cambridge

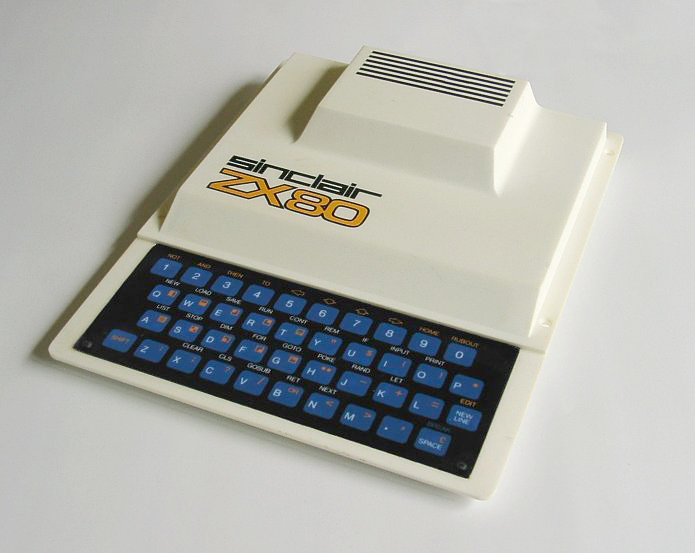
ZX80

1977年7月、Sinclair Instruments は Science of Cambridge Ltd に改称。同じころ、Ian Williamson が Chris Curry にナショナル セミコンダクターのSC/MPやシンクレアの電卓から取った部品を使って組み立てたコンピュータを見せていた。Curry はこれに大いに惹かれ、シンクレアにこれを製品化することを進言した。Williamson とは合意に達したが、契約は結ばれなかった。ナショナル セミコンダクターはこれを再設計して同社の部品だけで構成するようにし、プリント基板の製造も申し出た。
1978年6月、SC/MP を使ったワンボードマイコンキット MK14 を発売。1978年7月には既にパーソナルコンピュータの計画が進行していた。当時計画された製品 (NewBrain) が100ポンド以下で発売できないと判明すると、シンクレアは全く別の ZX80 に方針転換した。1979年5月、Jim Westwood がZX80プロジェクトを開始し、1980年2月には発売にこぎつけた（キットは79.95ポンド、完成品は99.95ポンド）。同年11月、Science of Cambridge は Sinclair Computers Ltd に改称した。

### 1981年から1986年

#### ホームコンピュータ

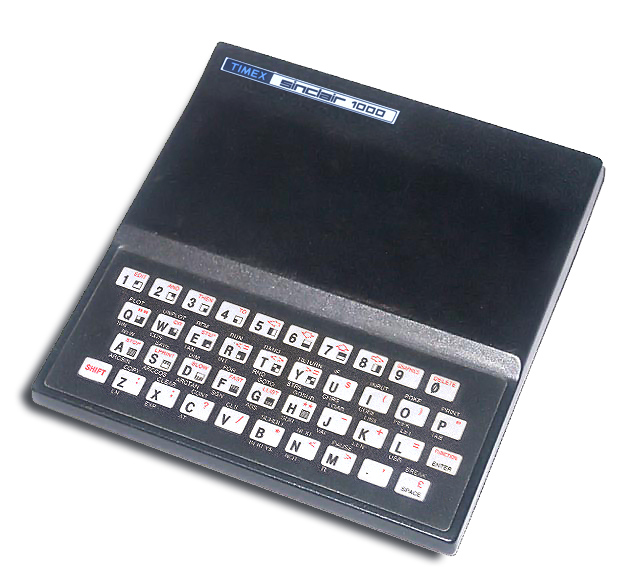
Timex Sinclair 1000 - ZX81のアメリカ版

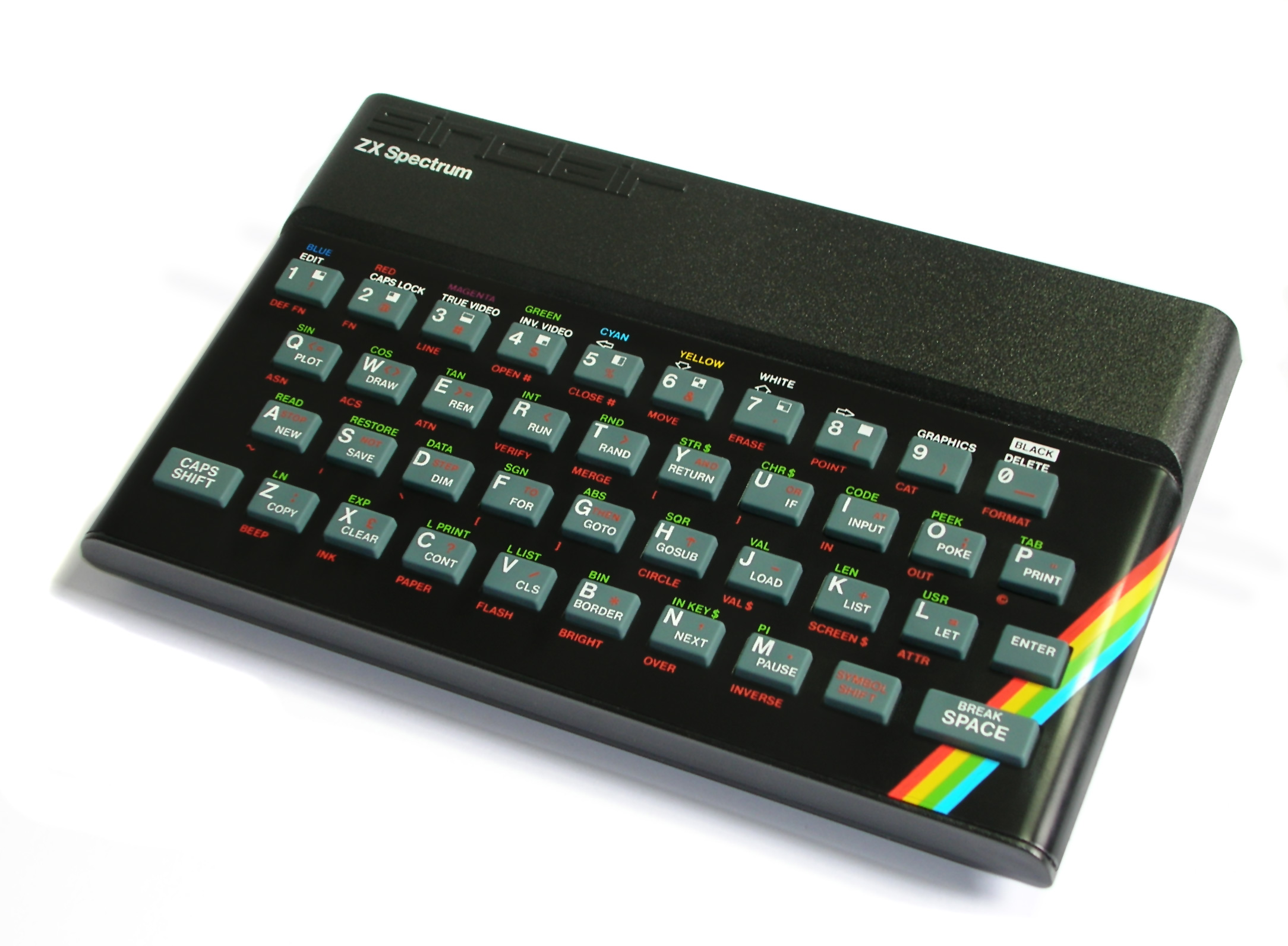
ZX Spectrum （1982年）

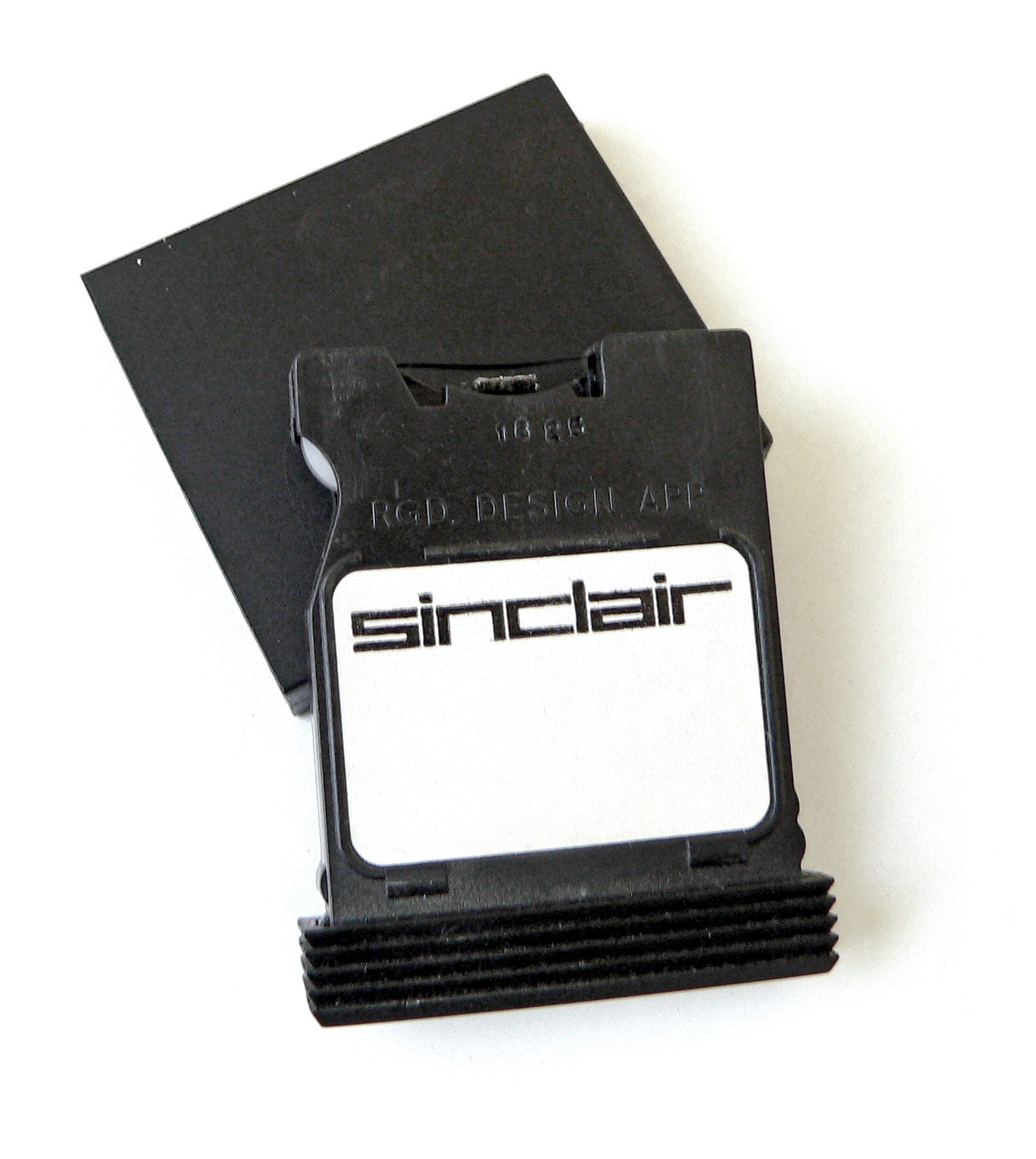
ZX Microdrive のカートリッジ

1981年3月、Sinclair Computers は シンクレア・リサーチ (Sinclair Research Ltd) に改称し、Sinclair ZX81 を通信販売で発売した（キットは49.95ポンド、完成品は69.96ポンド）。1982年2月、タイメックスがアメリカ合衆国での製造販売権を取得した。同年4月に発売となった ZX Spectrum は125ポンドでメモリ16KiB、175ポンドで48KiBを備えていた。同年7月、タイメックスはアメリカで Timex Sinclair 1000 を発売。1982年3月、シンクレアの利益は855万ポンド、回転資金は2717万ポンド（政府からのフラットスクリーン開発資金383,000ポンドを含む）となっていた。
1982年、ケンブリッジの元はミネラルウォーターの工場だった土地を新たな本社とした。この土地はシンクレアの財政問題により1985年12月には自治体に売却されている。
1983年1月、ZX Spectrum はラスベガスで開催されたコンシューマー・エレクトロニクス・ショーに出品された。同年9月、シンクレアは従来のブラウン管テレビとは異なるフラットスクリーン技術に基づいた TV80 というテレビを発売した。TV80 は事業としては失敗であり、15,000台しか売れず、開発費の400万ポンドを回収できなかった。
1983年、ケンブリッジ近郊の建物を200万ポンドで購入し、そこに MetaLab を含む研究施設を創設した。
1983年後半、タイメックスは Timex Sinclair の事業をやめることを決定した。競争の激しいアメリカでは ZX81 は大きなシェアを得ることはできなかった。しかし、アメリカ以外の国々ではその後も数年間製造販売が続いた。ポルトガルでは回路や表示能力を改良した Timex Sinclair 2048 や 2068 が発売されている。またフロッピーディスクドライブを採用した FDD 3000 も発売したが、あまり売れなかった。
1984年1月12日、Macintosh が実際に発売される直前に Sinclair QL が発表された。ビジネス市場志向の新しいコンピュータであり、価格は399ポンドとされた。しかし、発表した時点では最終的なデザインが完了していなかった。13,000台の注文が入っていたが、5月に出荷開始した時点では数百台しか出荷できなかった。これは、当初搭載されたROMでは容量が足りず、追加のROMを不恰好に加えた形のマシンが少数だけ出荷されたためである。Your Sinclair 誌はこれを「業界紙の中でシンクレア・リサーチを褒めている言葉はほとんどない」と評した。
完全な QL は夏の終わりごろにやっと登場した。遅延についてのシンクレアに対する不満は、同年5月、広告基準局が支持を表明した（1982年にも同局は Spectrum の出荷遅延についての不満に支持を表明している）。特に問題視されたのは、出荷の数ヶ月前に注文の小切手を現金化していた点である。QL はそれまでのシンクレアのコンピュータの成功には程遠い状況だった。同年秋の時点で、シンクレアは年末までに250,000台を売る予定で、「ミリオン・セラー」になると公言していた。QL の生産は1985年2月に中止され、同年末までに販売価格が半分に設定された。
1981年から1988年にかけて、シンクレアはコンピュータ用の各種周辺機器も生み出した。ジョイスティック、放電破壊プリンター、メモリ拡張モジュールなどである。その一部は他社の開発したものをシンクレアのブランド名で販売したものである。Spectrum の外部ストレージはコンパクトカセットが普通だった。一般にはその後フロッピーディスクへ移行していったが、シンクレアは独自の ZX Microdrive を採用した。これは磁気テープを使ったカートリッジ型の媒体で、信頼性がやや劣っていた。QL でもこれが主な記憶媒体とされていた。
ZX Spectrum の外観を変更した ZX Spectrum+ が1984年10月に発売された。小売業者はこのマシンがクリスマス商戦の目玉になると考え、大量に発注した。しかし、期待したほど売れず、小売業者が在庫を抱えたため、シンクレアの出荷量は翌年の1月には激減した。Spectrum+ はデザインが変更されているだけで、元の Spectrum と中身は同じだった。Spectrum の真の拡張である ZX Spectrum 128 は、1985年9月、スペインの Investronica が開発した。1986年1月にはこのマシンがイギリスでも発売された。

#### トラブルとアムストラッドによる買収
1985年1月、シンクレアはLCD腕時計にラジオを付属した "FM Wristwatch Radio" を発売した。アンテナはストラップに組み込まれていて、バッテリーは留め金に隠されていた。この時計はいくつか問題があって完全な量産には至らず、シンクレア製品の中でも珍品となった。

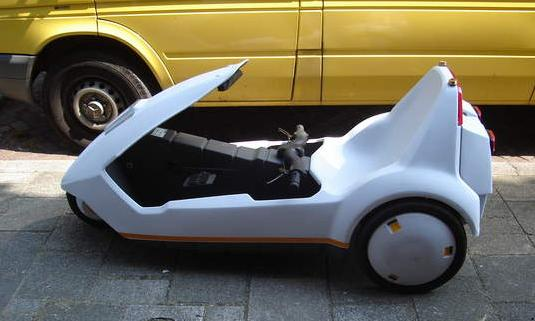
Sinclair C5

サー・クライブ・シンクレアは以前から電気自動車に興味を持っていて、1980年代初期には単座の個人用自動車を設計していた。1983年3月、新たに Sinclair Vehicles Ltd を設立し、1985年1月10日、Sinclair C5 という電気自動車を発売した。このバッテリー駆動の自動車は環境問題の解決にも寄与し、価格も399ポンドと手ごろだった。しかし、事業としては完全に失敗し、17,000台を販売しただけで、シンクレアは700万ポンドを失った。同社は1985年末までに清算された。C5 の失敗と QL の失敗、さらには TV80 に失敗が重なり、サー・クライブ・シンクレアは投資家の信頼を失った。
1985年3月28日、シンクレアはシンクレア・リサーチのリストラに1000万ポンドから1500万ポンドが必要であると発表した。しかし、同社は既に信用を失っており、新たな投資が得られる見込みはなかった。1986年4月7日、同社はコンピュータ製品と「シンクレア」というブランド名を全てアムストラッドに売却した。これは製品とブランド名だけの売却で、会社そのものは存続した。

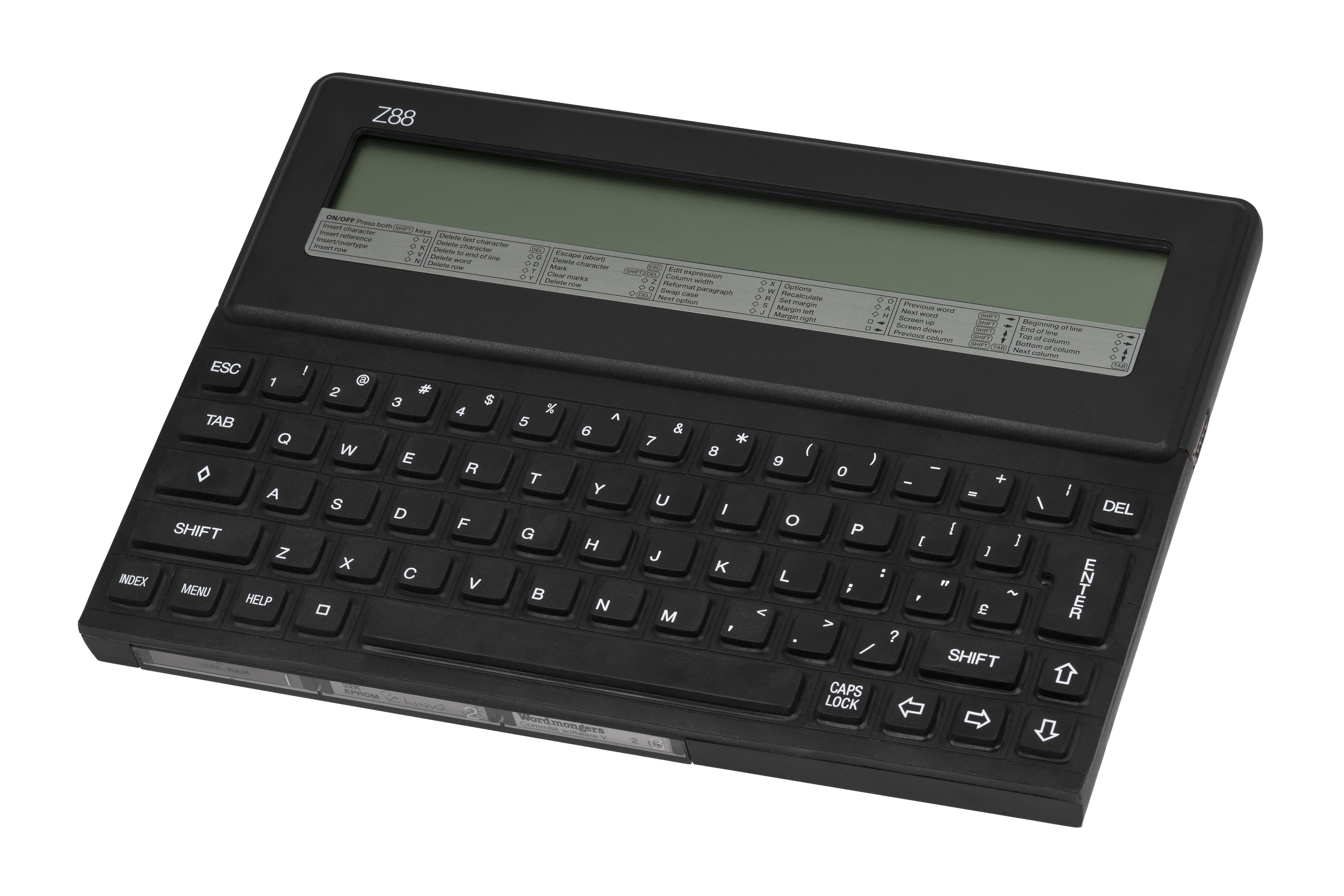
Cambridge Z88

シンクレア・リサーチ本体は研究開発ビジネスのみに縮小し、いくつかのスピンオフした子会社の持株会社となった。子会社としては Anamartic Ltd.（ウェハースケール・インテグレーションの会社）、Shaye Communications Ltd.（CT2 携帯電話の会社）、Cmanbridge Computer Ltd.（Cambridge Z88 というポータブルコンピュータや衛星放送受信機などの会社）がある。

### 1990年代以降
現在もシンクレア・リサーチは存続しているが、1980年代とは全く形態が異なる。1993年、1994年、1995年と連続で損失を計上し、サー・クライブ・シンクレアが自分の財産を自身の発明に出資し始めた。1990年までに従業員はシンクレア自身と営業担当、研究開発要員だけになっていた。1997年には同社の社員はシンクレアただ1人となった。
1992年、Zike という電動自転車を発売。シンクレアの2度目の交通機関への挑戦である。Zike は C5 と同様失敗に終わり、2,000台しか売れなかった。最高速度は16km/hで、通信販売のみで扱っていた。
1999年、シンクレアは Z1 Micro AM Radio という世界最小のラジオを発売した。2003年、ZA20 Wheelchir Drive Unit を発売。香港の Daka Designs との共同設計/生産で、両社は SeeDoo Sea Scooter の水中推進装置も共同開発している。
2006年7月12日、サー・クライブ・シンクレアは折り畳み自転車 A-bike を発明し、200ポンドで発売した。発表は2年前の2004年に行われていた。

## 破棄されたプロジェクト
以下は1980年代にシンクレア・リサーチ内で開発が行われたが、製品化されなかったプロジェクトである。
LC3 (Low Cost Colour Computer)
Martin Brennan が1983年に開発した。ROMと不揮発性RAMのカートリッジを使った Z80 ベースのゲーム機である。Steve Berry がGUIを備えたマルチタスクOSを開発した。QL に注力するためという理由で1983年11月に中止された。
SuperSpectrum
MC68008ベースのホビーパソコン。ZX Mircodrive、ジョイスティック、RS-232ポート、ZX Net ポートを内蔵。シンクレアの SuperBASIC はこのマシン向けに開発されたが、QL で採用された。1982年、ZX83（後のQL)のプロジェクトと統合する形で消滅した。なお、後述する Loki を SuperSpectrum としている記事もあるが異なるプロジェクトである。
Pandora
フラットスクリーンCRTディスプレイを備えたポータブルコンピュータ。元々は ZX Spectrum 互換でより高速な Z80 CPU を搭載し、ZX Microdrive を内蔵し、512×192ピクセルのモノクロ表示モードを備える。アムストラッドに買収された後でキャンセルされたが、そのコンセプトは Cambridge Z88 に受け継がれた。
Loki
Amiga に対抗して ZX Spectrum を強化するプロジェクト。7MHz Z80H CPUと 128KiB RAM を備え、グラフィックスとオーディオ機能を強化している。アムストラッドに売却された後、このプロジェクトに関わっていた二人の技術者 John Mathieson と Martin Brennan がプロジェクトを継続するため Flare Technology を創設した。
Bob/Florin
Rupert Goodwins によれば、これは ZX Spectrum にフロッピーディスクドライブを追加するプロジェクトである。
Tyche
QLの後継機のプロジェクトで1984年から1986年に実施された。RAM容量を増やし、フロッピーディスクドライブを内蔵し、PSION の Xchange というアプリケーションスイートをROMに搭載し、GEM GUI も搭載しようとしていた。
Janus
ウエハースケール・インテグレーション技術に基づいた "Super QL" 開発プロジェクト 。